# Phaidrosz (szónok)
Phaidrosz (Kr. e. 4. század) görög szónok
Püthoklész fia, Platón barátja volt, bár ő mint elpuhult, affektáló embernek írta le, aki a szicíliai rétorokat utánozta. Ugyanő említi néhány munkáját, de ezek nem maradtak fenn.